# Reederei Karl Schlüter
Die Reederei Karl Schlüter war eine deutsche Reederei mit Sitz in Rendsburg. Sie war nach ihrem Gründer Karl Schlüter (1912–1994) benannt.

## Unternehmensgeschichte

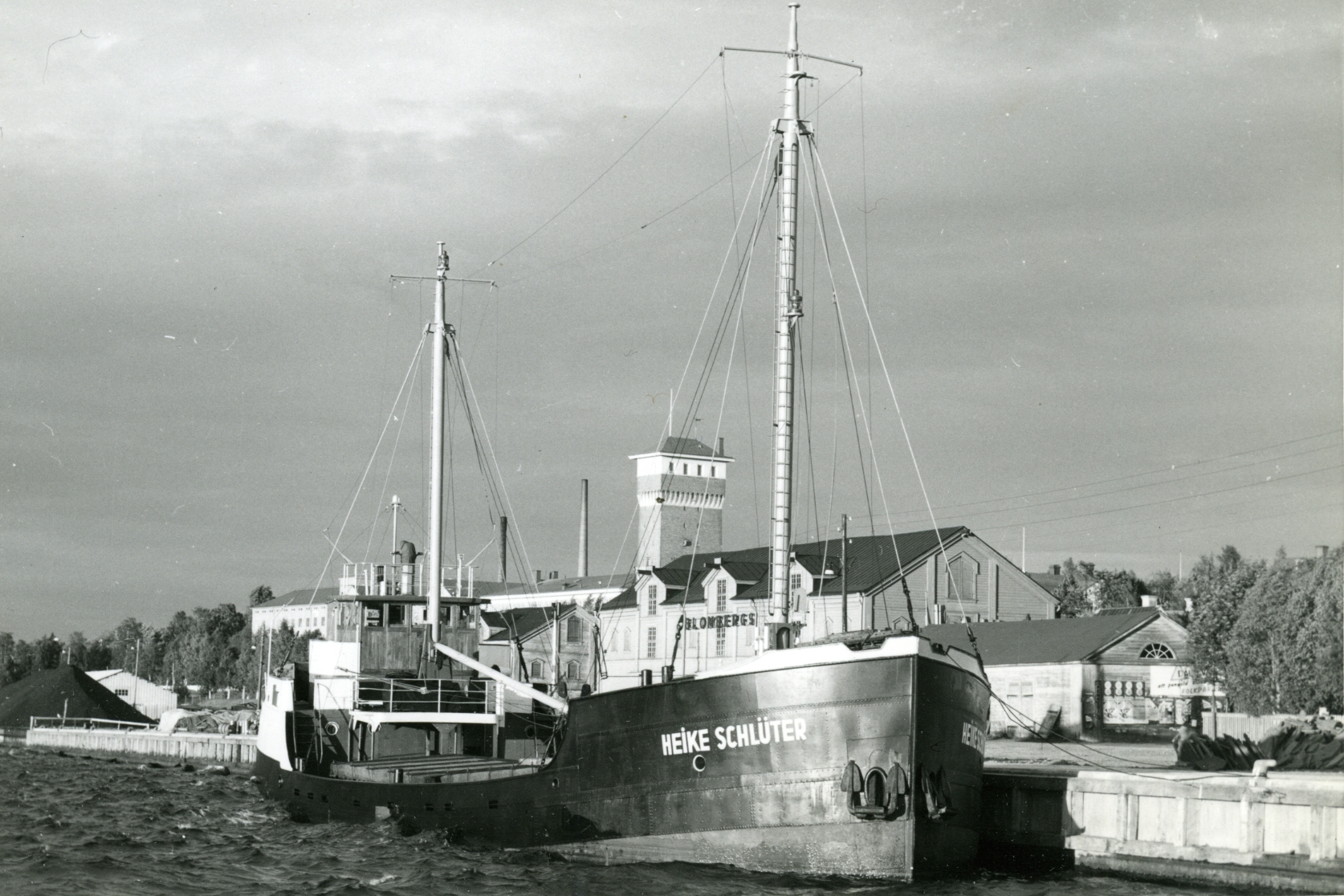
Die erste Heike Schlüter im Jahr 1954

Karl Schlüter wurde am 9. März 1912 in Stavenhagen, Mecklenburg-Vorpommern, geboren. Nach der Schulzeit und seemännischen Ausbildung erwarb er das Kapitänspatent. Im Jahr 1951 erwarb er mit der Heike Schlüter sein erstes Schiff und wurde damit zum Kapitänsreeder. Dieses Schiff war 1912 als Leichter names Frieda auf der Werft F. Lemm in Boizenburg entstanden und 1927 zum Küstenmotorschiff umgebaut worden. Ab 1936 nutzte es die Kriegsmarine mit dem Namen Mosel als Torpedo-Transportschiff. Karl Schlüter ließ die Heike Schlüter im Jahr 1951 auf der Uecker-Werft in Rendsburg wieder zum Kümo umbauen und beförderte mit ihr Holz von Schweden nach Deutschland, den Benelux-Häfen und nach Großbritannien. Im Juni 1958 ersetzte er das Schiff mit einem Neubau des Sietas Typs 1, der ebenfalls auf den Namen Heike Schlüter getauft wurde. Die dritte Heike Schlüter entstand 1965 auf der Husumer Schiffswerft und wurde ebenfalls in der Holzfahrt eingesetzt.

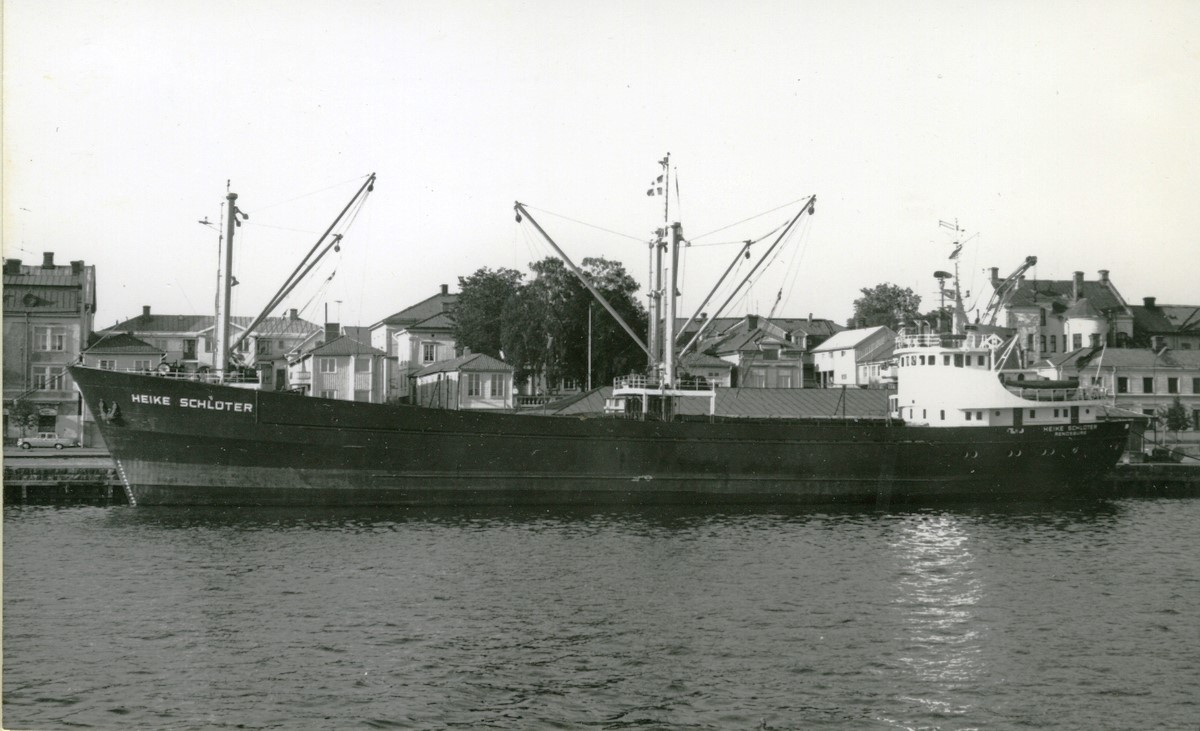
Die dritte Heike Schlüter im Jahr 1970

Im Jahr 1969 gründete Karl Schlüter zusammen mit den Kapitänen Emil Jeß und Hans Peterson das Schifffahrtskontor Rendsburg und ermöglichte ab 1975 fremden Kapitalgebern Beteiligungen an den betriebenen Schiffen. Jens-Peter Schlüter (1945–2014) löste seinen Vater 1975 als Geschäftsführer der Reederei ab und initiierte den Neubau eines Containerschiffes, an dem sich fremde Kapitalgeber beteiligen konnten. Die 1976 abgelieferte Thomas Mann mit 135 Stellplätzen wurde das erste Schiff der Dichter-Serie. Weitere Container-Feederschiffe folgten in Zusammenarbeit mit dem Emissionshaus Norddeutsche Vermögen, um mit Fremdfinanzierung als Reederei zu expandieren. Das erste gemeinsam platziertes Schiff war die Theodor Fontane, ein Containerschiff mit 343 Stellplätzen, die an DNOL verchartert wurde. Später kamen weitere moderne Containerfrachter in Zusammenarbeit mit dem Emissionshaus Norddeutsche Vermögen in Fahrt.
Zum 1. Juli 2007 übernahm die Norddeutsche Reederei Holding, eine Tochter der Norddeutsche Vermögen, die Reederei Karl Schlüter. 2010 fuhren 26 Containerschiffe mit Stellplätzen von 1.700 bis 4.250 TEU für die Reederei, rund 500 deutsche, kroatische, ukrainische und philippinische Seeleute stellten das seemännische Personal. Ein Massengutfrachter, die Tasman Castle mit 57.000 tdw, wurde Anfang 2011 abgeliefert.
Der Sitz der Reederei Schlüter wurde zum 1. Februar 2011 von Rendsburg nach Hamburg verlegt und das Unternehmen zum 1. Juli 2011 in die Norddeutsche Reederei H. Schuldt integriert.

## Reederei Jens-Peter Schlüter
Nach dem Verkauf des väterlichen Unternehmens gründete Jens-Peter Schlüter noch im Jahr 2007 die ebenfalls in Rendsburg ansässige Reederei Jens-Peter Schlüter (JPS), die ihren Betrieb mit zwei Containerschiffen aufnahm. Viel Zeit investierte er in den Aufbau des 2007 eröffneten Rendsburger Schifffahrtsarchivs. Der 69-jährige Unternehmer starb 2015, die Reederei wurde 2017 aufgelöst.